# Chinmalla, Afzalpur
Chinmalla là một làng thuộc tehsil Afzalpur, huyện Gulbarga, bang Karnataka, Ấn Độ.